# Бикфалви, Эрик
Э́рик Ко́смин Бикфа́лви (рум. Eric Cosmin Bicfalvi; род. 5 февраля 1988, Карей, Сату-Маре) — румынский футболист, нападающий.
Профессиональный футболист в третьем поколении, карьеру начинал в клубе третьей румынской лиги «Финк Фенстер». Летом 2007 года перебрался в столичный «Стяуа», провёл в его составе пять лет, выиграл Кубок Румынии 2010/11, однако игроком стартового состава так и не стал. В 2012 году подписал соглашение с «Волынью», за первые два года забил восемь мячей, затем в сезоне 2014/15 уже 17 мячей и стал лучшим бомбардиром УПЛ совместно с Алексом Тейшейрой. Летом 2015 года отправился в китайский «Ляонин Хувин», но заиграть не сумел и зимой вернулся на родину в бухарестское «Динамо», с которым вышел в финал Кубка Румынии. Летом 2016 года перешёл в «Томь», а в январе 2017 года — в «Урал». За екатеринбуржцев выступал 8 лет и стал самым результативным румыном в истории чемпионатов России по футболу.

## Биография
Родился 5 февраля 1988 года в городе Карей в футбольной семье: его отец Мариус и дед Александру были профессиональными футболистами.
Жену зовут Алина. В 2014 году у пары родился сын Эрик-Аян, в 2017 — Ианис.

## Клубная карьера

### 2000-е годы
В юности Бикфалви занимался в клубах «Шкоала Спортива» и «Кайзер». Первым профессиональным клубом футболиста был клуб из третьей лиги «Финк Фенстер» из Петрешть, но одного сезона, проведённого в нём, хватило, чтобы на молодого игрока обратили внимание более именитые клубы.
Так, в 2006 году Бикфалви дебютировал в сильнейшем румынском дивизионе в составе «Жиула», где в течение сезона провёл 16 матчей. Однако это не помогло его клубу избежать понижения в классе, после чего Эрик подписал контракт с одним из грандов румынского футбола — бухарестским «Стяуа». Сразу пробиться в основной состав столичного клуба игроку не удалось, и весь 2008 год Бикфалви провёл в аренде в команде «Глория» из Бузэу.

### 2010-е годы
2 июля 2012 года на правах свободного агента подписал трёхлетний контракт с луцкой «Волынью». В конце сезона был признан одним из лучших игроков своей команды. В сезоне 2014/15 стал лучшим бомбардиром чемпионата Украины, забив 17 мячей и поделив первое место с игроком донецкого «Шахтёра» Алексом Тейшейрой. Летом 2015 года заинтересованность в футболисте высказывал главный тренер «Шахтёра» Мирча Луческу, однако в итоге футболист принял решение перейти в китайский клуб «Ляонин Хувин», за который выступал до конца 2015 года.
16 февраля 2016 года Бикфалви в качестве свободного агента перешёл в бухарестское «Динамо». В столичной команде выступал на протяжении полугода.
7 июля 2016 года футболист сообщил, что перешёл в российский футбольный клуб «Томь». Дебютировал в составе томского клуба 1 августа 2016 года, выйдя на замену вместо Павла Голышева в матче с «Краснодаром». Первый мяч за «Томь» забил 7 августа 2016 года в ворота московского «Локомотива».

### «Урал»
В январе 2017 года футболист расторг контракт с томским клубом и на правах свободного агента подписал контракт с футбольным клубом «Урал». В первом же официальном матче за новую команду забил два гола, что позволило отыграться со счёта 0:3 в поединке с «Краснодаром» и, впоследствии, выйти в финал Кубка России. 5 марта 2017 года в первом матче чемпионата России после зимней паузы принёс «Уралу» победу над «Амкаром» (1:0). 16 апреля забил единственный мяч в домашней игре против «Томи».
В сезоне 2017/18 стал лучшим бомбардиром «Урала» в чемпионате России, забив восемь мячей в 26 матчах. Эрик забил все восемь мячей в восьми разных матчах, а «Урал» занял 11-е место в чемпионате.
В сезоне 2018/19 Эрик забил три мяча в первых пяти турах чемпионата России (в ворота «Краснодара», «Динамо» и «Ахмата»), но затем до конца турнира забил лишь трижды. Бикфалви с шестью мячами в 26 матчах вновь стал лучшим бомбардиром команды, поделив это звание с Андреем Панюковым, а «Урал» стал 10-м в чемпионате.
В первом туре чемпионата России 2019/20 13 июля 2019 года сделал дубль в ворота «Уфы» (3:2). 28 июня 2020 года сделал ещё один дубль в ворота «Тамбова» (2:1). 15 июля забил эффектный мяч в падении через себя в ворота тульского «Арсенала».
По итогам сезона-2021/22 отметился рекордными для себя 10 мячами в 28 матчах премьер-лиги, в пятый раз подряд став лучшим бомбардиром «Урала» в чемпионате России, однако в следующем сезоне результативность форварда упала — 4 гола в 26 матчах.
7 октября 2023 года в игре против «Локомотива» (2:2) в своём 182-м матче в чемпионатах России забил 50-й мяч, став первым румыном, забившим 50 мячей в чемпионатах России.
15 января 2025 года «Урал» объявил о расторжении контракта с Бикфалви за 1,5 года до официальной даты истечения контракта. По мнению самого Бикфалви причиной стало появление на тренерской позиции бывшего одноклубника Олега Шатова. Всего за клуб провёл 227 матчей, забил 61 мяч и отдал 22 результативные передачи.

### «Оцелул»
18 февраля 2025 года стал игроком румынского клуба «Оцелул».

## Карьера в сборной
В ноябре 2014 года Бикфалви впервые получил вызов в сборную Румынии. Дебютировал в сборной 18 ноября 2014 года в товарищеской игре против сборной Дании, выйдя на замену на 64-й минуте вместо Александру Максима. Регулярно призывался в национальную команду на отборочные матчи Евро-2016, однако на поле не выходил.
Второй матч за сборную сыграл спустя два года после первого: 4 сентября 2016 года в рамках отбора к чемпионату мира 2018 Бикфалви вышел в стартовом составе на матч румынской команды против сборной Черногории. 18 ноября 2020 забил дебютный мяч за сборную Румынии в матче против сборной Северной Ирландии (1:1).

## Достижения

### Командные
«Стяуа»
- Обладатель Кубка Румынии: 2010/11

### Личные
- Лучший бомбардир украинской Премьер-лиги: 2014/15 (17 голов)
- Лучший игрок матча РПЛ (22): 2018/19 (7), 2019/20 (4), 2020/21 (4), 2021/22 (5), 2022/23 (1), 2023/24 (1)[18]
- Лучший игрок месяца в РПЛ: май 2022[19]
- Лучший игрок сезона в ФК «Урал» (2): 2017/18[20], 2019/20[21]
- Лучший игрок первой части сезона в ФК «Урал»: 2020/21[22]
- Лучший игрок месяца в ФК «Урал» (8): февраль/март 2017[23], август 2017[24], сентябрь 2017[25], июль/август 2018[26], сентябрь 2020[25], октябрь 2020[25], ноябрь 2020[25], март 2020[25]

## Статистика

### Клубная
| Выступление       | Выступление      | Выступление      | Лига | Лига | Кубки | Кубки | Еврокубки | Еврокубки | Прочие | Прочие | Итого | Итого |
| Клуб              | Лига             | Сезон            | Игры | Голы | Игры  | Голы  | Игры      | Голы      | Игры   | Голы   | Игры  | Голы  |
| ----------------- | ---------------- | ---------------- | ---- | ---- | ----- | ----- | --------- | --------- | ------ | ------ | ----- | ----- |
| Жиул              | Лига 1           | 2006/07          | 16   | 0    | 0     | 0     | —         | —         | —      | —      | 16    | 0     |
| Жиул              | Итого            | Итого            | 16   | 0    | 0     | 0     | —         | —         | —      | —      | 16    | 0     |
| Глория (Бузэу)    | Лига 1           | 2007/08          | 14   | 1    | 1     | 0     | 0         | 0         | —      | —      | 15    | 1     |
| Глория (Бузэу)    | Лига 1           | 2008/09          | 11   | 0    | 1     | 0     | —         | —         | —      | —      | 12    | 0     |
| Глория (Бузэу)    | Итого            | Итого            | 25   | 1    | 2     | 0     | 0         | 0         | —      | —      | 27    | 1     |
| Стяуа             | Лига 1           | 2007/08          | 9    | 1    | 1     | 0     | 4         | 0         | —      | —      | 14    | 1     |
| Стяуа             | Лига 1           | 2008/09          | 6    | 1    | 0     | 0     | 0         | 0         | —      | —      | 6     | 1     |
| Стяуа             | Лига 1           | 2009/10          | 7    | 0    | 2     | 0     | 6         | 0         | —      | —      | 15    | 0     |
| Стяуа             | Лига 1           | 2010/11          | 20   | 0    | 3     | 0     | 6         | 0         | —      | —      | 29    | 0     |
| Стяуа             | Лига 1           | 2011/12          | 21   | 1    | 2     | 0     | 6         | 0         | —      | —      | 29    | 1     |
| Стяуа             | Итого            | Итого            | 63   | 3    | 8     | 0     | 22        | 0         | —      | —      | 93    | 3     |
| Волынь            | Премьер-лига     | 2012/13          | 24   | 5    | 1     | 0     | —         | —         | —      | —      | 25    | 5     |
| Волынь            | Премьер-лига     | 2013/14          | 23   | 4    | 1     | 0     | —         | —         | —      | —      | 24    | 4     |
| Волынь            | Премьер-лига     | 2014/15          | 26   | 17   | 3     | 2     | —         | —         | —      | —      | 29    | 19    |
| Волынь            | Итого            | Итого            | 73   | 26   | 5     | 2     | —         | —         | —      | —      | 78    | 28    |
| Ляонин Хувин      | Суперлига        | 2015             | 12   | 0    | 0     | 0     | —         | —         | —      | —      | 12    | 0     |
| Ляонин Хувин      | Итого            | Итого            | 12   | 0    | 0     | 0     | —         | —         | —      | —      | 12    | 0     |
| Динамо (Бухарест) | Лига 1           | 2015/16          | 7    | 1    | 3     | 1     | —         | —         | —      | —      | 10    | 2     |
| Динамо (Бухарест) | Итого            | Итого            | 7    | 1    | 3     | 1     | —         | —         | —      | —      | 10    | 2     |
| Томь              | Премьер-лига     | 2016/17          | 15   | 3    | 0     | 0     | —         | —         | —      | —      | 15    | 3     |
| Томь              | Итого            | Итого            | 15   | 3    | 0     | 0     | —         | —         | —      | —      | 15    | 3     |
| Урал              | Премьер-лига     | 2016/17          | 9    | 2    | 3     | 2     | —         | —         | —      | —      | 12    | 4     |
| Урал              | Премьер-лига     | 2017/18          | 26   | 8    | 0     | 0     | —         | —         | —      | —      | 26    | 8     |
| Урал              | Премьер-лига     | 2018/19          | 26   | 6    | 5     | 2     | —         | —         | —      | —      | 31    | 8     |
| Урал              | Премьер-лига     | 2019/20          | 26   | 8    | 1     | 0     | —         | —         | —      | —      | 27    | 8     |
| Урал              | Премьер-лига     | 2020/21          | 22   | 7    | 2     | 3     | —         | —         | —      | —      | 24    | 10    |
| Урал              | Премьер-лига     | 2021/22          | 28   | 10   | 1     | 0     | —         | —         | —      | —      | 29    | 10    |
| Урал              | Премьер-лига     | 2022/23          | 26   | 4    | 11    | 4     | —         | —         | —      | —      | 37    | 8     |
| Урал              | Премьер-лига     | 2023/24          | 22   | 3    | 4     | 1     | —         | —         | 1      | 0      | 27    | 4     |
| Урал              | Первая лига      | 2024/25          | 11   | 1    | 3     | 0     | —         | —         | —      | —      | 14    | 1     |
| Урал              | Итого            | Итого            | 196  | 49   | 30    | 12    | —         | —         | 1      | 0      | 227   | 61    |
| Всего за карьеру  | Всего за карьеру | Всего за карьеру | 407  | 83   | 48    | 15    | 22        | 0         | 1      | 0      | 478   | 98    |

1. ↑  Переходные матчи РПЛ—Первая лига

### Сборная
| Матчи и голы Бикфалви за сборную Румынии | Матчи и голы Бикфалви за сборную Румынии | Матчи и голы Бикфалви за сборную Румынии | Матчи и голы Бикфалви за сборную Румынии | Матчи и голы Бикфалви за сборную Румынии | Матчи и голы Бикфалви за сборную Румынии |
| ---------------------------------------- | ---------------------------------------- | ---------------------------------------- | ---------------------------------------- | ---------------------------------------- | ---------------------------------------- |
| №                                        | Дата                                     | Оппонент                                 | Счёт                                     | Голы                                     | Соревнование                             |
| 1                                        | 18 ноября 2014                           | Дания                                    | 2:0                                      | —                                        | Товарищеский матч                        |
| 2                                        | 4 сентября 2016                          | Черногория                               | 1:1                                      | —                                        | Отборочные матчи ЧМ-2018                 |
| 3                                        | 8 октября 2016                           | Армения                                  | 5:0                                      | —                                        | Отборочные матчи ЧМ-2018                 |
| 4                                        | 13 июня 2017                             | Чили                                     | 3:2                                      | —                                        | Товарищеский матч                        |
| 5                                        | 9 ноября 2017                            | Турция                                   | 3:0                                      | —                                        | Товарищеский матч                        |
| 6                                        | 14 ноября 2017                           | Нидерланды                               | 0:3                                      | —                                        | Товарищеский матч                        |
| 7                                        | 11 ноября 2020                           | Беларусь                                 | 5:3                                      | —                                        | Лига наций 2020/21                       |
| 8                                        | 18 ноября 2020                           | Северная Ирландия                        | 1:1                                      | 1                                        | Лига наций 2020/21                       |
| 9                                        | 25 марта 2021                            | Северная Македония                       | 3:2                                      | —                                        | Отборочные матчи ЧМ-2022                 |

Итого: 9 матчей / 1 гол; 6 побед, 2 ничьи, 1 поражение.